# Август Саксен-Кобург-Готский
Август Саксен-Кобург-Готский (нем. August von Sachsen-Coburg und Gotha), или Август Людвиг Виктор Саксен-Кобург-Готский, (нем. August Ludwig Viktor von Sachsen-Coburg und Gotha; 13 июня 1818, Вена, Австрийская империя — 26 июля 1881, замок Эбенталь, Эбенталь, Австрийская империя) — немецкий принц из Саксен-Кобург-Готской ветви дома Веттинов, глава дома Саксен-Кобург-Кохари, герцог Саксонский; сын Фердинанда, принца Саксен-Кобург-Готского, и княжны Марии Антонии Кохари.
Офицер армии Саксонского королевства в звании генерал-майора. Кавалер Большого креста ордена Саксен-Эрнестинского дома, кавалер Большого креста ордена Леопольда I, кавалер Большого креста ордена Почётного легиона, кавалер Большого креста ордена Башни и Меча и кавалер чести и преданности Мальтийского ордена. Почётный член Венгерского геологического общества.

## Биография

### Происхождение
Август, принц Саксен-Кобург-Заальфельдский родился 13 июня 1818 года в Вене. Спустя три дня после рождения его крестили в соборе святого Стефана с именами Августа Виктора Людвига. Он был вторым сыном Фердинанда, принца Саксен-Кобург-Заальфельдского и княжны Марии Антонии Кохари. По отцовской линии принц приходился внуком Францу, герцогу Саксен-Кобург-Заальфельдскому и принцессе Августе Рейсс-Эберсдорфской. По линии матери он был внуком князя Ференца Йозефа Кохари де Чабрад из рода венгерских магнатов Кохари и графини Марии Антонии фон Вальдштейн-Вартенберг.
В 1826 году отец принца получил титул принца Саксен-Кобург-Готского, а его мать унаследовала все владения и титулы рода Кохари. Таким образом, была образована ветвь Саксен-Кобург-Кохари. Принц Август был младшим братом Фердинанда II, короля-консорта Португалии и первым двоюродным братом Виктории, королевы Великобритании и её мужа Альберта, принца Саксен-Кобург-Готского.
2 мая 1881 Франц Иосиф I, император Австрии и король Венгрии даровал принцу Августу обращение «Ваше Высочество», вместо имевшегося у него обращения «Ваша Светлость», ввиду скорого бракосочетания принцессы Стефании Бельгийской и кронпринца Рудольфа Австрийского. Принц Август приходился тестем сестре будущей кронпринцессы, поэтому император счёл уместным повысить ранг её родственников при австрийском дворе.

### Брак и потомство
20 апреля 1843 года в Сен-Клу, во Французском королевство принц Август Саксен-Кобург-Готский сочетался браком с принцессой Клементиной Орлеанской (6.3.1817 — 16.2.1907), дочерью Людовика Филиппа, короля Франции и Марии Амалии, урождённой принцессы Неаполитанской. В этом браке родились пятеро детей:
- Фердинанд Филипп Мария Август Рафаэль (28.3.1844 — 3.7.1921), принц Саксен-Кобург-Готский, герцог Саксонский, глава дома Саксен-Кобург-Кохари, 4 мая 1875 года сочетался браком с принцессой Луизой Марией Бельгийской (18.2.1858 — 1.3.1924), развелся 15 января 1906 года;
- Людвиг Август Мария Эд (8.8.1845 — 14.9.1907), принц Саксен-Кобург-Готский, герцог Саксонский, 15 декабря 1864 года сочетался браком с принцессой Леопольдиной Бразильской (13.7.1847 — 7.2.1871);
- Мария Аделаида Амалия Клотильда (8.7.1846 — 3.6.1927), принцесса Саксен-Кобург-Готская, 12 мая 1864 года сочеталась браком с Иосифом Карлом Людвигом (2.3.1833 — 13.6.1905), эрцгерцогом Австрийским и командующим венгерской королевской армией;
- Мария Луиза Франциска Амалия (23.10.1848 — 6.5.1894), принцесса Саксен-Кобург-Готская, 20 сентября 1875 года сочеталась браком с Максимилианом Эммануилом (7.12.1849 — 12.6.1893), герцогом Баварским;
- Фердинанд Максимилиан Карл Леопольд Мария (26.2.1861 — 10.9.1948), принц Саксен-Кобург-Готский, герцог Саксонский, с 7 июля 1887 года — князь Болгарии, с 22 сентября 1887 по 3 октября 1918 года — царь Болгарии под именем Фердинанда I, 20 апреля 1893 года сочетался браком с принцессой Марией Луизой Пармской (17.1.1870 — 31.1.1899).

### Смерть
Принц Август построил католическую церковь Святого Августина в Кобурге, освящение которой состоялось в 1860 году. В храме была устроена усыпальница, где он был похоронен после смерти в замке Эбенталь 26 июля 1881 года. Вместе с ним в усыпальнице покоятся останки его жены, их трёх детей, невестки и четырёх внуков.
В 1885 году скульптору Виктору Тильгнеру был заказан памятник покойному принцу Августу, который до сего дня стоит в Эбентале на земле, принадлежащей графам Саксен-Кобургским. На пьедестале текст на французском языке: «Августу Людвигу Виктору, герцогу Саксонскому, принцу Саксен-Кобург-Готскому. Моему любимому мужу. 1843—1881. Клементина» (фр. Auguste Louis Victor Duc de Saxe Prince de Saxe Cobourg Gotha. A mon mari bien aimè. 1843 - 1881. Clémentine). Вместо 1818 года рождения принца на памятнике указан 1843 год, в который он сочетался браком.